# Edge of Insanity
Albums de Tony MacAlpine
Maximum Security
(1987)
Edge of Insanity est le premier album du guitariste américain Tony MacAlpine. Il est sorti en 1986 sur le label Roadrunner Records en Europe et Shrapnel Records aux États-Unis et a été produit par Mike Varney.

## Liste des titres
- Tous les titres sont signés par Tony MacAlpine sauf indication.

| No  | Titre                           | Auteur          | Durée |
| --- | ------------------------------- | --------------- | ----- |
| 1.  | Wheel of Fortune                |                 | 3:43  |
| 2.  | The Stranger                    |                 | 3:57  |
| 3.  | Quarter to Midnight (Live Solo) |                 | 2:22  |
| 4.  | Agrionia                        |                 | 4:28  |
| 5.  | Empire in the Sky               |                 | 5:53  |
| 6.  | The Witch and the Priest        |                 | 3:32  |
| 7.  | The Taker                       |                 | 3:20  |
| 8.  | Chopin, Prelude 16, Opus 28     | Frédéric Chopin | 1:20  |
| 9.  | Edge of Insanity                |                 | 4:16  |
| 10. | The Raven                       |                 | 4:11  |
| 11. | No Place in Time                |                 | 3:57  |

## Musiciens
- Tony MacAlpine: guitares, claviers, basse sur Chopin, Prelude 16, Opus 28
- Billy Sheehan: basse
- Steve Smith: batterie, percussions
- Mike Mani: programmation des claviers